# Sankt Andrä-Höch
Sankt Andrä-Höch là một đô thị thuộc huyện Leibnitz trong bang Steiermark, nước Áo. Đô thị Sankt Andrä-Höch có diện tích 20,6 km², dân số cuối năm 2005 là 1794 người.